# Las Osobowicki

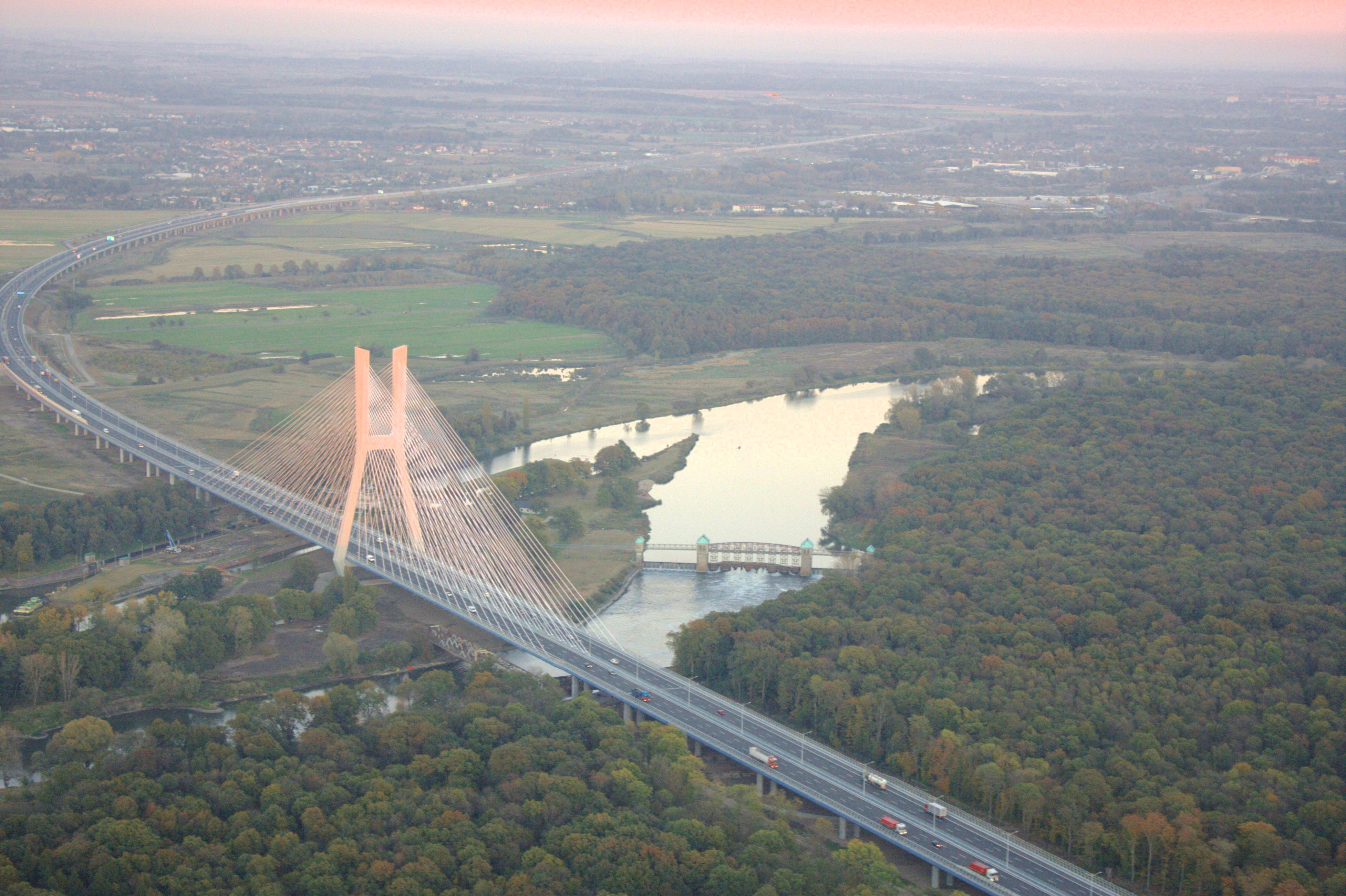
Las Osobowicki po drugiej stronie rzeki (góra zdjęcia, prawy brzeg rzeki)

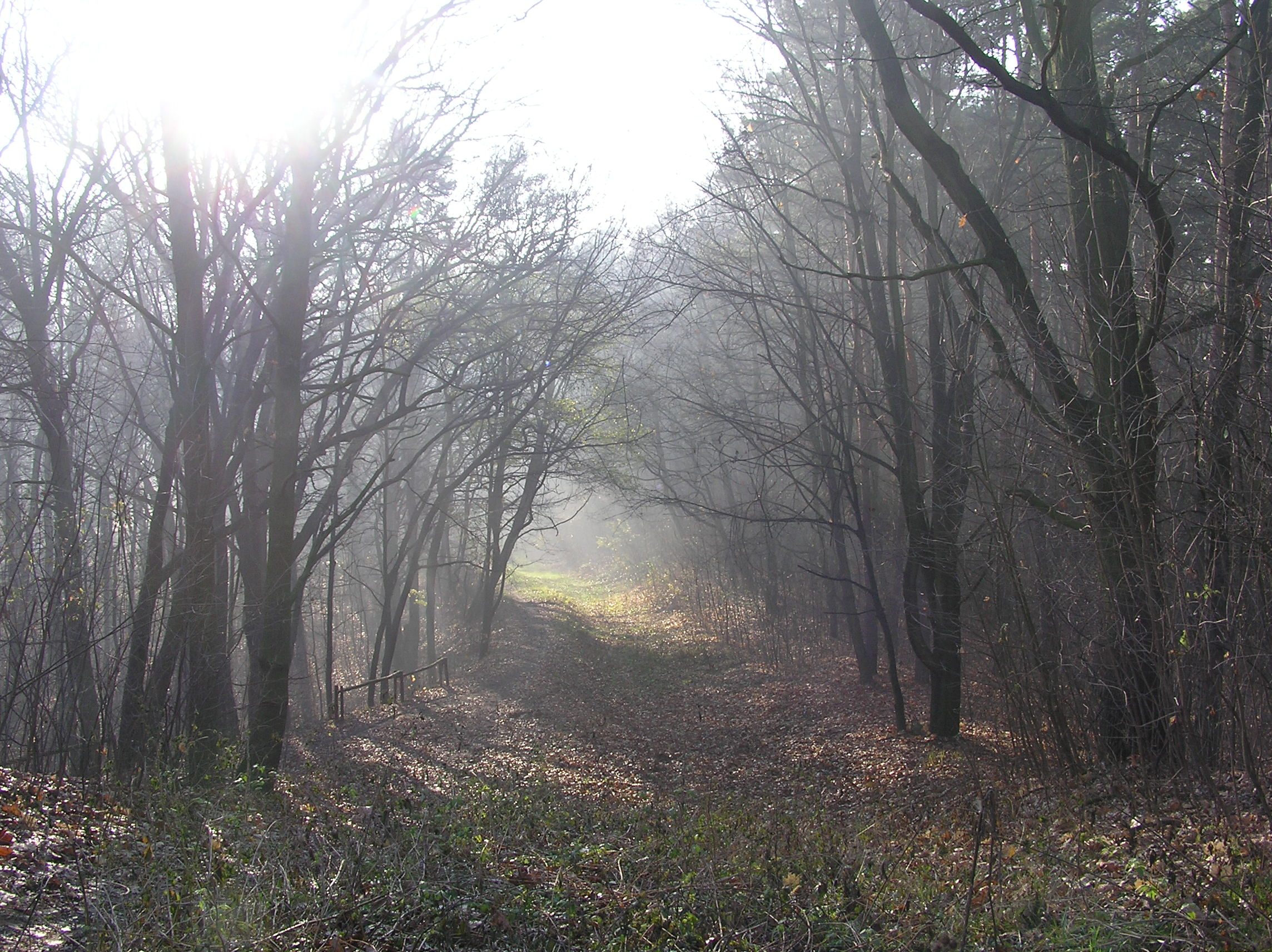
Las Osobowicki, Szaniec Szwedzki, tor saneczkowy

Las Osobowicki – kompleks leśny położony w północnej części Wrocławia. Las ma charakter parkowy i jest miejscem wypoczynku i rekreacji.

## Położenie
Las położony jest pomiędzy osiedlami i rzekami:
- Osobowice – na południowy wschód od lasu
- Rędzin i pola irygacyjne – na północny zachód od lasu
- rzeka Odra i Zimowisko Osobowice barek, za nimi osiedle Kozanów – na południowy zachód od lasu
- linia kolejowa nr 271 Wrocław–Poznań, za nią osiedle Lipa Piotrowska – na północny wschód od lasu

Jest to las komunalny, tzn. właścicielem jest Gmina Wrocław, a las pozostaje w zarządzie jednostki organizacyjnej Urzędu Miejskiego Wrocławia – Zarządu Zieleni Miejskiej. Powierzchnia lasu wynosi 137,56 ha. Położony jest na prawym brzegu rzeki Odra. Północną granicę lasu wyznacza ciek Trzciana. Jedynym środkiem komunikacji miejskiej dojeżdżającym bezpośrednio do lasu są linie autobusowe obsługiwane przez MPK numer 104 oraz 118. Natomiast korzystając z połączeń tramwajowych linii 14 i 16, aby dojść do głównego kompleksu lasu, trzeba przejść przez osiedle. Dojazd do lasu od centrum miasta, przez Most Osobowicki lub Most Milenijny, odbywa się ulicą Osobowicką. Przecina ona na południu las, odcinając niewielki jego fragment położony pomiędzy ulicą a wałami przeciwpowodziowymi Odry. Wybudowanie Mostu Milenijnego znacznie zwiększyło dostępność Lasu Osobowickiego, szczególnie dla mieszkańców położonych na lewym brzegu Odry wielkich osiedli Gądów, Popowice, Kozanów. Od północy dojazd jest możliwy ulicą Lipską.
Las Osobowicki ma częściowo, szczególnie w południowej części, charakter parkowy. Dobrze rozwinięta jest sieć dróg wewnętrznych, przeznaczonych do ruchu pieszego i rowerowego. Wzdłuż ulicy Osobowickiej wyznaczonych jest kilka parkingów leśnych. Przy części z nich wykonano deszczochrony i wyznaczono miejsca do palenia ognisk. Urządzony został również plac zabaw dla dzieci. W północno-zachodniej części lasu znajduje się wzniesienie nazywane Szwedzkim Szańcem. Tu znajduje się na jednym ze stoków rekreacyjny tor saneczkowy. Drugim wzniesieniem jest Wzgórze Kapliczne. Znaleziono tu (na obu wzgórzach) ślady grodzisk sprzed 2,5 tysięcy lat, wiązanych z kulturą łużycką. W lesie znajduje się też kilka pomników przyrody.

## Historia
Las Osobowicki od 1257 r. stał się własnością klasztoru klarysek. Został on podarowany przez Henryka III Białego, po sprowadzeniu zakonu z Pragi. W roku 1810, w wyniku sekularyzacji dóbr kościelnych, nowym właścicielem wsi i lasu został Johann Gottlieb Korn. W 1878 r. Osobowice zostały zakupione przez władze Wrocławia. W sierpniu 1901 r., rozpoczęto prace budowlane, wynikiem których było wybudowanie wieży widokowej na Szańcu Szwedzkim. W latach 30. XX wieku powstała w południowej części lasu letnia kawiarnio-restauracja, basen przeciwpożarowy i strzelnica. W 1945 r. została wysadzona przez wojska niemieckie wieża widokowa przed natarciem Armii Czerwonej.